# Долтон (Південна Дакота)
Долтон (англ. Dolton) — місто (англ. town) в США, в окрузі Тернер штату Південна Дакота. Населення — 34 особи (2020).

## Географія
Долтон розташований за координатами 43°29′28″ пн. ш. 97°23′5″ зх. д. / 43.49111° пн. ш. 97.38472° зх. д. (43.491093, -97.384798).  За даними Бюро перепису населення США в 2010 році місто мало площу 0,66 км², уся площа — суходіл.

## Демографія
Згідно з переписом 2010 року, у місті мешкало 37 осіб у 18 домогосподарствах у складі 8 родин. Густота населення становила 56 осіб/км².  Було 22 помешкання (33/км²).
Расовий склад населення:
| - 86,5 % — білих - 2,7 % — осіб інших рас |

До двох чи більше рас належало 10,8 %. Частка іспаномовних становила 2,7 % від усіх жителів.
За віковим діапазоном населення розподілялося таким чином: 21,6 % — особи молодші 18 років, 67,6 % — особи у віці 18—64 років, 10,8 % — особи у віці 65 років та старші. Медіана віку мешканця становила 49,8 року. На 100 осіб жіночої статі у місті припадало 131,2 чоловіків;  на 100 жінок у віці від 18 років та старших — 141,7 чоловіків також старших 18 років.
Середній дохід на одне домашнє господарство  становив 60 950 доларів США (медіана — 63 750), а середній дохід на одну сім'ю — 69 700 доларів (медіана — 73 750). За межею бідності перебувало 10,3 % осіб, у тому числі 0,0 % дітей у віці до 18 років та 0,0 % осіб у віці 65 років та старших.
Цивільне працевлаштоване населення становило 17 осіб. Основні галузі зайнятості: освіта, охорона здоров'я та соціальна допомога — 29,4 %, оптова торгівля — 11,8 %, виробництво — 11,8 %.